# محمدحسین سبزواری
میرزا محمدحسین سبزواری معروف به حکیم ریاضی از حکمای اربعه تهران و پایه‌گذاران حوزهٔ فلسفی و عرفانی تهران بود (به همراه آقاعلی زنوزی و محمدرضا قمشه‌ای، و میرزا ابوالحسن جلوه). او از شاگردان خاص ملا هادی سبزواری و پیرو حوزهٔ فلسفی صدرایی بود. از سبزوار به تهران رفت و در مدرسه عبدالله‌خان در بازار بزازها به تدریس علوم عقلی و نقلی پرداخت. در ریاضی تخصص داشت و چون بیشتر ریاضی تدریس می‌کرد به حکیم ریاضی مشهور شد. اثرهایی از او در همین زمینه چون حواشی بر شرح چغمینی و مفتاح الحساب باقی مانده‌است. با طب نیز آشنا بود.
صدرالافاضل دانش شیرازی، حاج فاضل رازی تهرانی، ملامحمد هیدجی زنجانی (مشهور به حکیم هیدجی)، و شیخ عبدالحسین رشتی از جمله مشهورترین شاگردان حکیم ریاضی بودند.
صاحب طرائق الحقائق دربارهٔ کلاس‌های درس او گفته است «آن اوقات من الصباح الی المساء دسته دسته طلاب هر فنی از طب و ریاضی و حکمت طبیعی و الهی می‌آمدند و مستفیض می‌شدند».